# 博查甘傑烏帕齊拉
博查甘傑乌帕齐拉是孟加拉国迪納傑布爾縣的一个乌帕齐拉，位於朗布爾专区的迪納傑布爾縣。。

## 人口
據1991年孟加拉國人口普查，博查甘傑共有戶數23,972戶，人口135376人。其中男性佔比51.70%，女性佔比48.30%；成年人口64,312人。該地7歲以上人口之平均識字率為30.2%。